# مساعد عوض
مساعد عوض اليامي، لاعب كرة قدم سعودي، يلعب في نادي رضوى.

## مسيرة اللاعب
لعب في نادي الأخدود ونادي شرورة ونادي التهامي ونادي رضوى.